# Rhyacia acronycta
Rhyacia acronycta là một loài bướm đêm trong họ Noctuidae.